# St. Aegidien (Heilbad Heiligenstadt)

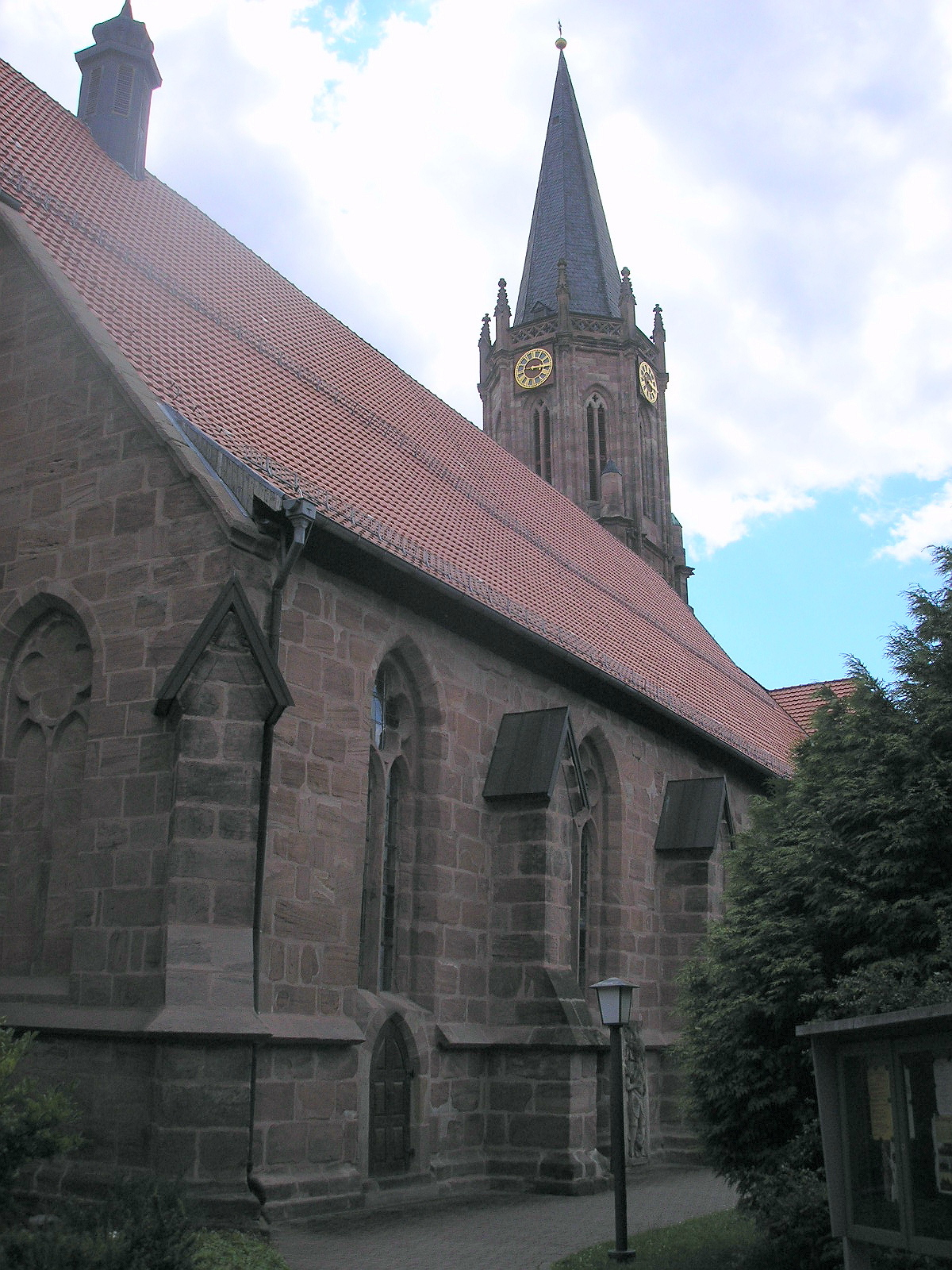
Gesamtansicht

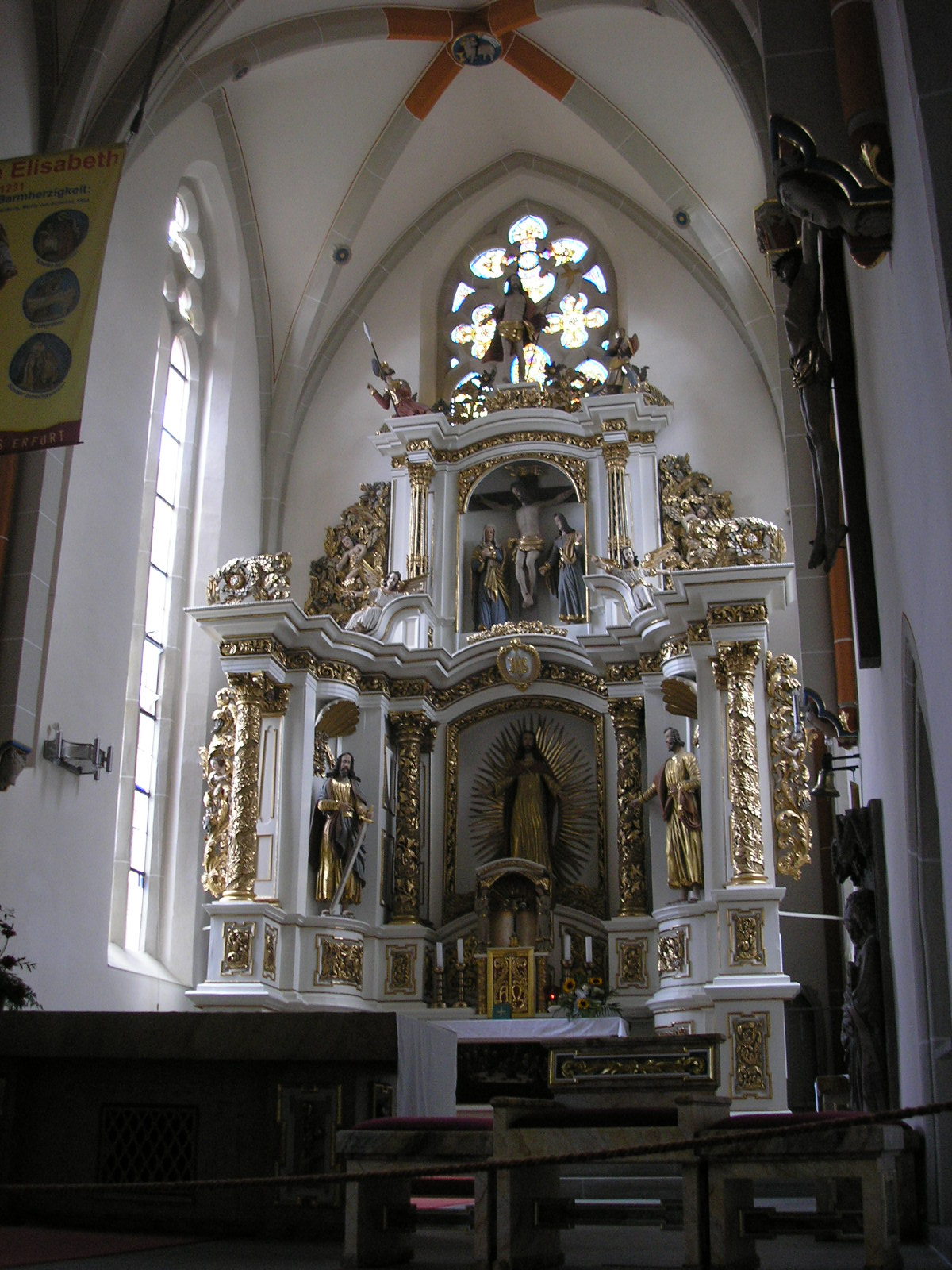
Altar

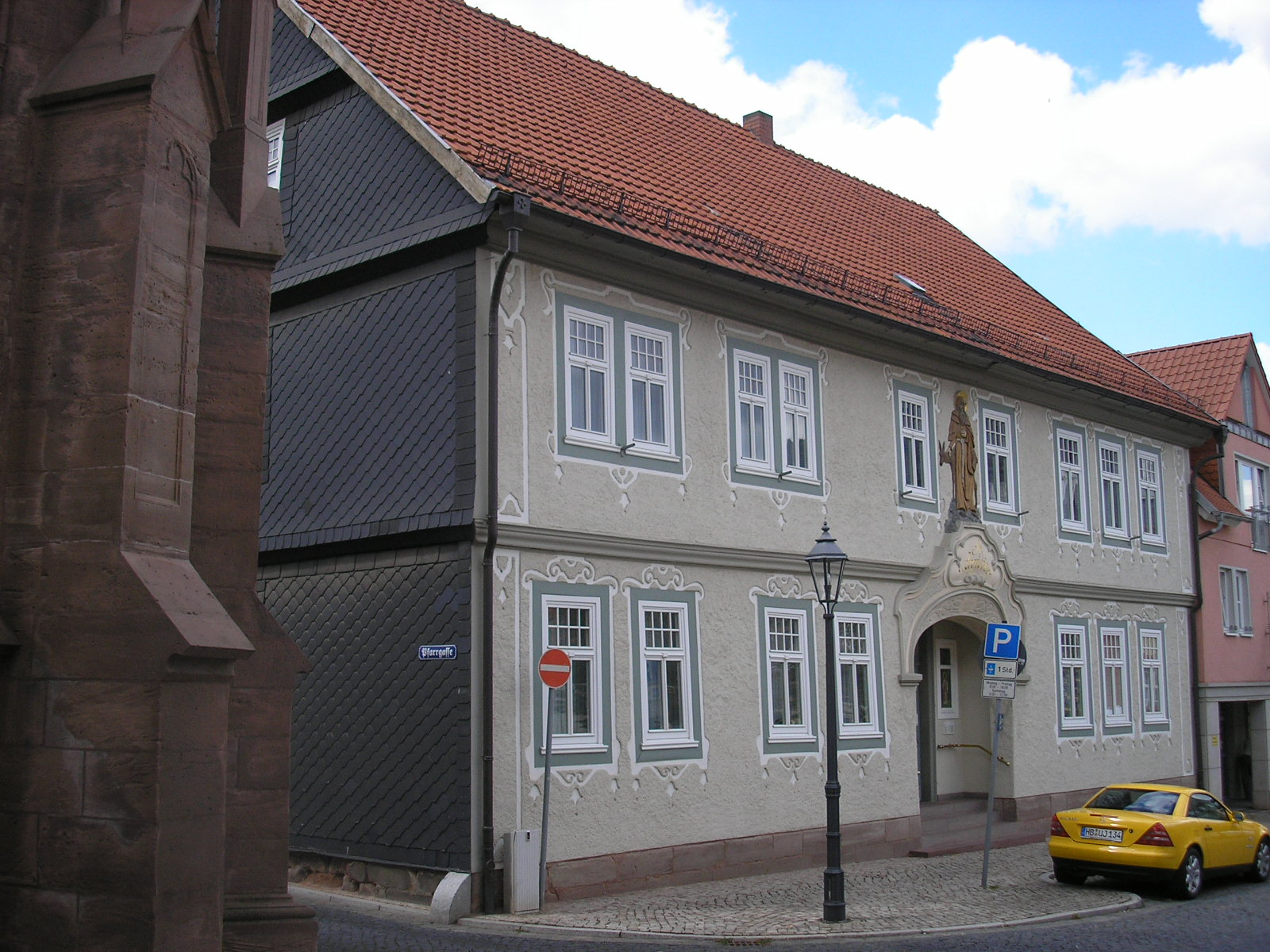
Pfarrhaus

Die römisch-katholische Filialkirche St. Aegidien (im Volksmund Neustädter Kirche) steht in Heiligenstadt im thüringischen Landkreis Eichsfeld. Sie ist Filialkirche der Pfarrei St. Marien Heiligenstadt im Dekanat Heiligenstadt des Bistums Erfurt. Sie trägt das Patrozinium des heiligen Aegidius. Architektonisch ist sie eine Pseudobasilika.

## Geschichte

### Geschichtlicher Hintergrund
Zahlreiche Aufenthalte deutscher Bischöfe – mindestens 18 zwischen 990 und 1300 – sprechen für die Bedeutung Heiligenstadts im Mittelalter. Insbesondere die Weihe Gerdags zum Bischof von Hildesheim sowie Burchards I. zum Bischof von Worms in den Jahren 990 und 1000 durch Erzbischof Willigis von Mainz sowie die Konsekration Burchard I. von Halberstadt durch Erzbischof Bardo von Mainz im Jahr 1036 untermauern die Stellung Heiligenstadts im 11. und 12. Jahrhundert als neben Erfurt wichtigstem Aufenthaltsort der Mainzer Erzbischöfe im heutigen Thüringen. Im 12. Jahrhundert entstanden zuerst die Marktsiedlung unterhalb des Stiftsberges und dort die Pfarrkirche St. Marien. Dieser Bereich wird heute als Altstadt bezeichnet.
Durch den Zuzug vieler Menschen und Berufsgruppen entwickelte sich von 1223 bis 1227 südlich der Altstadt die Neustadt mit ihrer Kirche St. Aegidien. Im Bereich der Windischen Gasse siedelten vermutlich auch slawische Bewohner (Wenden). Diese Neugründung war nicht unumstritten. So beschwerte sich 1239 der Propst des Kollegiatstifts St. Martin, dass die neue Kirche, deren Patronat sich Erzbischof Siegfried II. vorbehalten hatte, ihm Einbußen beschere, da das Patronat der Marienkirche, das dem Stift gehörte, sich bislang über die gesamte Stadt erstreckt hatte. In der Stiftskirche befanden sich zu dieser Zeit auch die Reliquien des Mainzer Märtyrerbischofs Aureus und seines Diakons Justinus, die heute in Heiligenstadt als Stadtpatrone verehrt werden.
Um 1850 suchten vier Lehrerinnen einen Schulorden, dem sie sich anschließen konnten. Sie gründeten in Heiligenstadt ein Internat zur Vorbereitung junger Mädchen auf das Lehrerinnenexamen. Daraus entstand der deutsche Zweig des Ordens der Hl. Maria Postel, auch Heiligenstädter Schwestern genannt.

### Geschichte Kirche

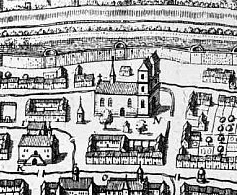
Die Kirche im Jahr 1655 mit zwei Türmen

Die erste Kirche war ein Fachwerkbau, der bei der Brandkatastrophe 1333 zerstört wurde. Der Neubau war zweitürmig geplant, aus Sandstein ausgeführt und bis 1370 vollendet, zunächst aber noch ohne Türme. Eine Inschrift an der Nordwestecke des Turmes berichtet über den folgenden Bau der Türme. Auf dem historischen Stadtplan von 1655 ist die Kirche noch mit zwei Türmen und abschließenden Satteldächern dargestellt. Da zur Bauzeit noch nicht genügend Kenntnisse für eine ausreichende statische Berechnung vorhanden waren, konnte aufgrund der unzureichenden Gründung nicht verhindert werden, dass sich die Außenmauern mit zunehmender Höhe aufgrund der Auflast nach außen neigen. 1748 wurden die Türme wegen Baufälligkeit abgerissen und erst 1851 wurde der jetzige Südturm wieder aufgebaut.
Nach 1800 wurden die Gebeine der beiden Heiligenstädter Stadtpatrone, des Mainzer Bischofs Aureus und seines Diakons Justinus, in die Kirche verbracht, wo sie sich heute im Zelebrationsaltar befinden.
Ende der 1990er Jahre wurde die Kirche „vorsichtig saniert“, um das Fugen-Erscheinungsbild zu erhalten. Traufzonen und Gesimse wurden funktionsfähig gemacht. Wo auf den Strebepfeilern eine Steinsanierung absolut nicht möglich war, wurde zur Abdeckung Kupfer eingesetzt.
Das Gotteshaus wurde im Rahmen der Renovierung komplett neu ausgemalt. Die Wangen des Gestühls (teilweise unterschiedliche Ausformung) wurden erhalten, die Orgel wurde überarbeitet. Die Kirche erhielt neue Fenster, diese wurden zuvor unter den Entwürfen von sieben Künstlern ausgewählt.
Der barocke Hochaltar wurde zwischen 1689 und 1691 gebaut und befand sich bis zur Vertreibung der dortigen Gemeinde 1938 durch die SS in der Stiftskirche St. Servatius (Quedlinburg). Noch vor Ende des Zweiten Weltkrieges gelangte der Hochaltar in die Kirche St. Aegidien, wo er sich seit 1944 befindet.

## Orgel
Die Orgel in einem neugotischen Gehäuse wurde 1908 von der Orgelbaufirma Klais (Bonn) erbaut. Das Instrument wurde 1940 von der Orgelbaufirma Anton Feith (Paderborn) um ein Manualwerk (Rückpositiv in der Emporenbrüstung) erweitert und auf elektropneumatische Trakturen umgestellt. Kurz darauf wurde die Orgel erneut umgebaut und das Rückpositiv entfernt und hinter die Hauptorgel eingebaut. Das Instrument wurde zuletzt vom Orgelbaumeister Karl Brode (Heilbad Heiligenstadt) neu aufgebaut. Das Instrument hat heute 43 Register auf drei Manualen und Pedal.
| I Hauptwerk C–g3      |     |
| Bordun                | 16′ |
| Principal             | 08′ |
| Viola di Gamba        | 08′ |
| Gemshorn              | 08′ |
| Dolce                 | 08′ |
| Flauto amabile        | 08′ |
| Doppelgedackt         | 08′ |
| Oktave                | 04′ |
| Hohlflöte             | 04′ |
| Oktavin               | 02′ |
| Mixtur-Cornett III–IV |     |
| Trompete              | 08′ |

| II Brustwerk C–g3 |        |
| Prinzipal amabile | 8′     |
| Konzertflöte      | 8′     |
| Prinzipal         | 4′     |
| Holzflöte         | 4′     |
| Nasard            | 2 ⁄3′  |
| Waldflöte         | 2′     |
| Terz              | 1 3⁄5′ |
| Quinte            | 1 ⁄3′  |
| Cromorne          | 8′     |
| Tremulant         |        |

| III Schwellwerk C–g3 |     |
| Gedackt              | 16′ |
| Geigenprinzipal      | 08′ |
| Salizional           | 08′ |
| Aeoline              | 08′ |
| Rohrflöte            | 08′ |
| Fugara               | 04′ |
| Traversflöte         | 04′ |
| Sesquialtera II      |     |
| Blockflöte           | 02′ |
| Mixtur IV            |     |
| Oboe                 | 08′ |
| Trompete harmonique  | 08′ |
| Tremulant            |     |

| Pedal C–f1  |         |
| Contrabaß   | 16′     |
| Subbaß      | 16′     |
| Zartbordun  | 16′     |
| Quintbaß    | 10 2⁄3′ |
| Oktavbaß    | 08′     |
| Violoncello | 08′     |
| Gedecktbaß  | 08′     |
| Choralbaß   | 04′     |
| Posaune     | 16′     |
| Trompete    | 08′     |

- Koppeln
  - Normalkoppeln: II/I, III/I, III/II, I/P, II/P, III/P
  - Superoktavkoppeln: III/I, III/P, III/III
- Spielhilfen:
  - Crescendowalze
  - Schwelltritt für III

## Glocken
Im Kirchturm von St. Aegidien hängt ein sechsstimmiges Glockengeläut aus Bronze.
| Glocke | Name                | Gussjahr | Gießer                                | Durchmesser | Gewicht  | Schlagton |
| ------ | ------------------- | -------- | ------------------------------------- | ----------- | -------- | --------- |
| 1      | Christus            | 1953     | Franz Schilling & Söhne, Apolda       | 1549 mm     | 2279 kg0 | c′-1      |
| 2      | Maria               | 1955     | Franz Schilling & Söhne, Apolda       | 1411 mm     | 1993 kg  | es′±0     |
| 3      | Gloriosa            | 1370     | unbekannt                             | 1332 mm     | 1515 kg  | f′-1      |
| 4      | Hoffnung            | 1962     | Peter und Margarete Schilling, Apolda | 0977 mm     | 657 kg   | as′+1     |
| 5      | Aureus und Justinus | 2002     | Albert Bachert, Heilbronn             | 867 mm      | 512 kg   | c″+2      |
| 6      | Wandlung            | 1947     | Franz Schilling & Söhne, Apolda       | 0395 mm     | 43 kg    | b″+3      |

## Persönlichkeiten, die früher Kapläne in St. Aegidien waren
- Joachim Meisner (1933–2017), in Heiligenstadt um 1965, früherer Erzbischof von Köln
- Reinhard Hauke (* 1953), in Heiligenstadt um 1980, heute Weihbischof von Erfurt

## Maria-Hilf-Kapelle

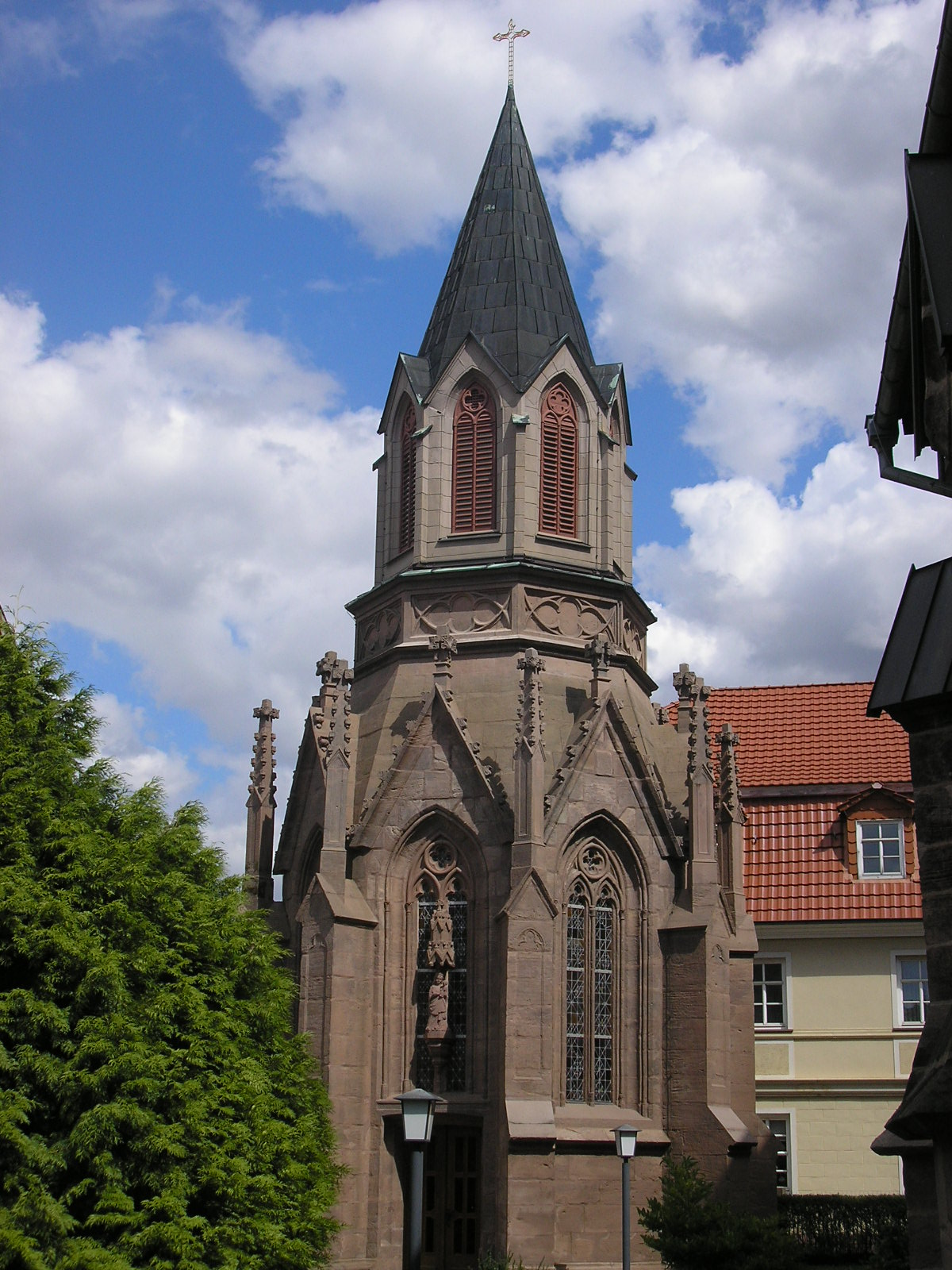
Maria-Hilf-Kapelle

Östlich von St. Aegidien am Übergang zum Marktplatz steht eine Maria-Hilf-Kapelle. Sie soll bereits im Jahr 1405 bestanden haben und wurde in den sechziger Jahren des 19. Jahrhunderts erneuert und stark verändert. Dabei wurde vermutlich auch eine alte Inschrift „Unsere beste Hülfe Maria wohnet hier, zu dir o Jungfrau hülf uns allen, seufzen wir.“ entfernt.